# 戸越出入口
戸越出入口（とごしでいりぐち）は、東京都品川区にある首都高速道路2号目黒線の出入口である。
出入口番号は隣接する荏原出入口(207)より若い番号が付番されているが、本出入口が2号目黒線の正式な終点である。

## 接続する道路
- 国道1号（第二京浜国道）

東京都道2号東京丸子横浜線（中原街道）に接続する荏原出入口は至近にある。

## 周辺
- 戸越駅
- 戸越銀座駅
- 荏原出入口

## 隣
首都高速2号目黒線
(203)目黒出入口 - (205)戸越出入口